# Centrale hydroélectrique Cañón del Pato
La centrale hydroélectrique Cañón del Pato est une centrale hydroélectrique située sur le río Santa dans la région d'Ancash au Pérou. La centrale du Cañón del Pato est l'une des principales centrales du Sistema Interconectado Nacional del Perú (SINAC).
Elle est initialement imaginée et conçue par l'ingénieur Santiago Antúnez de Mayolo et réalisée par des ingénieurs français du Neyrpic. Elle est considérée comme l'un des travaux d'ingénierie les plus remarquables du pays andin.

## Emplacement
La centrale est située dans le District de Huallanca à l'intersection des ríos Santa, Quitaracsa et Huaylas, dans la province de Huaylas, à 500 km au nord-est de Lima et à 153 km à l'est de Chimbote.